# تامارا استوکز
تامارا استوکز (انگلیسی: Tamara Stocks؛ زادهٔ ۲۹ ژانویهٔ ۱۹۷۹) بازیکن بسکتبال اهل ایالات متحده آمریکا است.